# Franz Mey
Franz Mey (* 16. Oktober 1952 in Oberhausen) ist ein deutscher Schauspieler.

## Leben
Sein Schauspielstudium absolvierte Mey in Hamburg.
Neben zahlreichen Theaterengagements war er als Episodendarsteller u. a. in den Serien Derrick (ZDF), Forsthaus Falkenau (ZDF), Alarm für Cobra 11 – Die Autobahnpolizei (RTL), Der Bulle von Tölz - Strahlende Schönheit (SAT.1 2003) und Um Himmels Willen (ZDF 2002) auf dem Bildschirm zu sehen.
Von 1998 bis 2000 spielte Mey die Rolle des Knastpfarrers Maximilian Ahrens in der RTL-Justizserie Hinter Gittern – Der Frauenknast.